# Garra ghorensis
Garra ghorensis é uma espécie de peixe actinopterígeo da família Cyprinidae.
Pode ser encontrada nos seguintes países: Israel e Jordânia.
Os seus habitats naturais são: nascentes de água doce.
Está ameaçada por perda de habitat.